# 圖廳
圖廳（英語：Tooting）是英國英格蘭南倫敦的一個地區，位於查令十字西南5英里（8）處。圖廳被倫敦計劃列為大倫敦地區的35個中心之一。和倫敦南郊的許多地區一樣，圖廳也是在維多利亞時代後期開始高速發展。